# Liévin
Liévin és un municipi francès, situat al departament del Pas de Calais i a la regió dels Alts de França. L'any 1999 tenia 33.427 habitants.

## Fills il·lustres
- Georges Carpentier, (1894-1975), boxejador, campió d'Europa de tots els pesos.